# Lauri Nevalainen
Lauri Nevalainen, detto Lape (Kotka, 24 gennaio 1927 – 31 luglio, 2005 Kotka), è stato un canottiere finlandese, vincitore della medaglia di bronzo nel quattro senza a Helsinki 1952 insieme a Veikko Lommi, Kauko Wahlsten e Oiva Lommi.

## Palmarès
- Giochi olimpici

Helsinki 1952: bronzo nel quattro senza.